# Rapsjordloppa
Rapsjordloppa (Psylliodes chrysocephalus) är en skalbaggsart som först beskrevs av Carl von Linné 1758.  I den svenska databasen Dyntaxa används istället namnet Psylliodes chrysocephala. Rapsjordloppa ingår i släktet Psylliodes och familjen bladbaggar. Arten är reproducerande i Sverige. Inga underarter finns listade i Catalogue of Life.

## Biologi
Rapsjordloppan är glänsande blåsvart och ovalformad med rödbruna ben och huvud. Skalbaggen blir ca 4 mm lång. Larven blir ca 7 mm lång och är blekt gul med mörkbrun nacksköld och huvud. Rapsjordloppan finns främst i södra delen av Sverige men förekommer även i Mellansverige
Den vuxna rapsjordloppan söker sig i början av hösten till åkrar med höstsådda oljeväxter där de lägger ägg nära värdväxtens stjälk i jorden. Larven kläcks och övervintrar äter sig sedan in i bladskaft där den övervintrar. Under våren letar sig larven in i stjälken och i maj lämnar larverna värdväxten för att förpuppas  i marken. De vuxna rapsjordlopporna kläcks sedan i juni och är mer eller mindre inaktiva under sommaren.

## Bekämpning
Rapsjordloppan är en viktig skadegörare på korsblomstriga grödor i delar av Sverige och angriper framförallt höstsådda oljeväxter. Allvarligast skador blir det av larverna som kan orsaka en ökad utvintring, men även de vuxna individerna orsakar problem då de gnager på blad. Angreppen av rapsjordloppa varierar över en 6-7 års period och risk för stora gnagskador finns bara under år med starka angrepp.
Vid bekämpning av rapsjordloppa är det viktigast att förhindra larvskadorna vilket görs genom att bekämpa de inflygande rapsjordlopporna. Inflygningen sker i början av september och bekämpningen bör utföras när grödan är i DC 12-14. Ett vanligt preparat för den kemiska bekämpningen är pyretroid. 
Skador från fullbildade rapsjordloppor kan förväxlas med sniglar, kålfjäril och kålbladstekel, medan larvernas skador kan förväxlas med blåvingad rapsvivel och fyrtandad rapsvivel.

## Bildgalleri

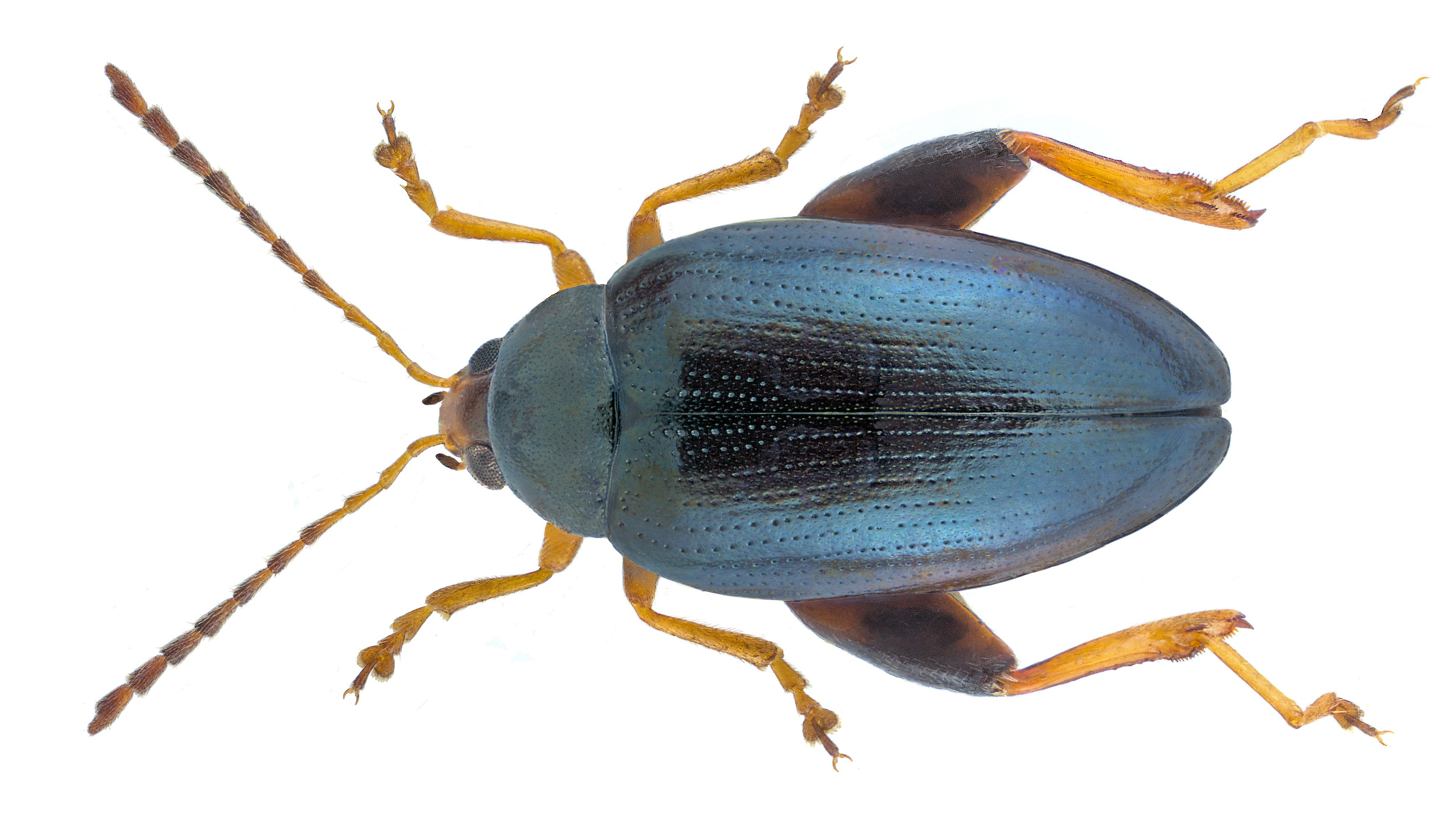
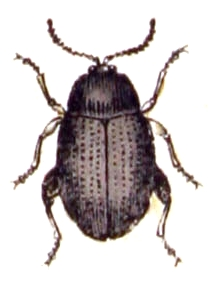